# Diócesis de Connor
La diócesis de Connor (en latín: Dioecesis Connorensis y en inglés: Diocese of Connor) fue una circunscripción eclesiástica de la Iglesia católica en Irlanda del Norte, parte del Reino Unido. Se trataba de una diócesis latina, sufragánea de la arquidiócesis de Armagh. Fue suprimida al ser fusionada con la diócesis de Down para formar la diócesis de Down y Connor el 29 de julio de 1439.

## Territorio y organización
La diócesis extendía su jurisdicción sobre los fieles católicos de rito latino residentes en el área del condado de Antrim.
La sede de la diócesis se encontraba inicialmente en la localidad de Connor, pero en la Edad Media fue transferida al vecino monasterio agustino de Kells, incendiado en 1641. En la actualidad ambas poblaciones reunidas son denominadas Kells y Connor.

## Historia
La tradición sostiene que san Patricio pastoreaba ovejas en Slemish, en el corazón de la diócesis, cuando fue llevado por primera vez a Irlanda como esclavo. 
El origen de la diócesis de Connor o Dalaradia es bastante oscuro y se remonta al siglo VI. Sin embargo, hasta el siglo XII la Iglesia en Irlanda estaba bastante dividida en distritos eclesiásticos encabezados por monasterios, donde los abades a veces recibían la consagración episcopal. Esto también explicaría cómo en el primer milenio la sede de Connor aparece asociada a sedes menores, de las que no se conserva el episcopologio, ni está claro cómo se extinguieron. Para Connor, las sedes menores asociadas fueron Kilroot, Drumtullagh, Culfeightrim, Coleraine, Inispollen, Armoy y Rashee. Se conocen varios obispos de estas sedes menores, que parecen ser abades, obispos consagrados o corepíscopos.
La diócesis de Connor fue erigida por Macanisio de Connor (Mac Nisse), quien murió en 514, y originalmente tenía su sede en el pueblo de Connor, desde donde fue transferida en la Edad Media al adyacente monasterio augustino de Kells. Entre los sucesores de Macanisio estuvieron: Dioma, uno de los obispos irlandeses a los que la Santa Sede se dirigió con motivo de la controversia de Pascua en 640; Aegedcharus, conocido por ser escritor o copista; Cuinden, profesor y erudito.
El Sínodo de Ráth Breasail de 1111, que estableció los distritos diocesanos en Irlanda aboliendo los monásticos, se retuvo la sede de Connor, mientras que las sedes menores aparecen ya extinguidas en ese momento. El sínodo también definió los territorios sobre los que los obispos habrían extendido su jurisdicción: los obispos de Connor en el territorio de Dalriada. El Sínodo de Kells de 1152 confirmó la diócesis. Entre los dos sínodos reformadores, las diócesis de Connoy y Down aparecen unidas in persona episcopi del santo obispo Malaquías de Armagh, quien fue uno de los principales reformadores de la Iglesia irlandesa del siglo XII.
Las listas de impuestos de principios del siglo XIV dan una imagen estadística de la diócesis en ese período: la diócesis de Connor incluía 72 parroquias, 13 vicariatos y 3 capillas.
Las diócesis de Down y Connor se unieron el 29 de julio de 1439 a partir del cese del episcopado del último de los dos obispos; estos fueron los acuerdos hechos por los dos obispos, John de Fossade y John Cely, aprobados por el rey Enrique VI (1438) y por el papa Eugenio IV (1439). Pero las cosas se complicaron cuando, tras deponer a John Cely en 1441 por su mala conducta, el arzobispo de Armagh se negó a reconocer a John de Fossade como único obispo. Incluso la Santa Sede, al olvidar los acuerdos tomados, contribuyó a hacer aún más confusa la situación; en 1445 nombró al agustino para las dos sedes unidas, Ralph Aderle, que murió prematuramente y fue sustituido por Thomas Pollard, que fue consagrado en Roma en la basílica de Santa María del Popolo. Cuando Pollard llegó a Irlanda, encontró su sede ocupada por John de Fossade y solo después de su muerte pudo tomar posesión de la sede combinada, la diócesis de Down y Connor.
En 1945 la Iglesia de Irlanda restauró la diócesis de Connor.

## Episcopologio
- San Macanisio † (?-3 de septiembre de 514 falleció)
- San Lughadh † (?-543 falleció)
- Dioma † (?-6 de enero de 659 falleció)
- San Duchonna † (?-15 de mayo de 726 falleció)
- Aegedcharus (Oegedchair) † (?-867 falleció)
- Flanagan MacAllchon † (?-954 falleció)
- Maëlbrigid † (?-956 falleció)
- Joseph † (?-965 falleció)
- Cuinden † (?-1039 falleció)
- Flan O'Scula † (?-1118 falleció)
- San Malaquías O'Morgair † (antes de 1124-1134 nombrado arzobispo de Armagh)
- Patrick O'Bainam † (antes de 1152-? renunció)
- Nehemiah † (mencionado en 1172)
- Reginald † (antes de 1178-1225 falleció)[nota 2]
- Eustace † (antes del 5 de mayo de 1226-circa 1241 falleció)
- Adam, O.Cist. † (1241[nota 3] -7 de noviembre de 1244 falleció)
- Isaac of Newcastle † (4 de abril de 1245-1257 falleció)
- William † (27 de octubre de 1257-1260[nota 4] falleció)
- William de Hay † (10 de agosto de 1260-diciembre de 1262 falleció)
- Robert el Fiammingo † (febrero de 1263-diciembre de 1274 falleció)
- Peter of Donath † (febrero de 1275-noviembre de 1292 falleció)
- John of Corriton † (febrero de 1293-1311 falleció)
- Richard † (1311-1320 falleció)
  - James of Couplith † (26 de julio de 1321-?) (obispo electo)[nota 5]
- John de Egglescliffe, O.P. † (1322-20 de junio de 1323 nombrado obispo de Llandaff)
- Robert, O.E.S.A. † (20 de junio de 1323-? falleció)
- James O'Kearney † (15 de mayo de 1324-1351 o 1352 falleció)
- William Mercier † (8 de julio de 1353-1374 falleció)
- Paul † (11 de diciembre de 1374-después de 1376 falleció)
- John † (9 de noviembre de 1389-después de 1411 falleció)
- John O'Loughry † (22 de mayo de 1420-? falleció)
- Eugene O'Dhombuail † (5 de mayo de 1421-9 de diciembre de 1429 nombrado obispo de Derry)
- Donald O'Meirach † (9 de diciembre de 1429-? falleció)
- John of Fossade (Festade) † (24 de enero de 1432-1441 nombrado obispo de Down y Connor)